# Conneaut, Ohio
Conneaut là một thành phố thuộc quận Ashtabula, tiểu bang Ohio, Hoa Kỳ. Năm 2010, dân số của thành phố này là 12841 người.

## Dân số
- Dân số năm 2000: 12485 người.
- Dân số năm 2010: 12841 người.